# Nikolai Michailowitsch Kirsanow

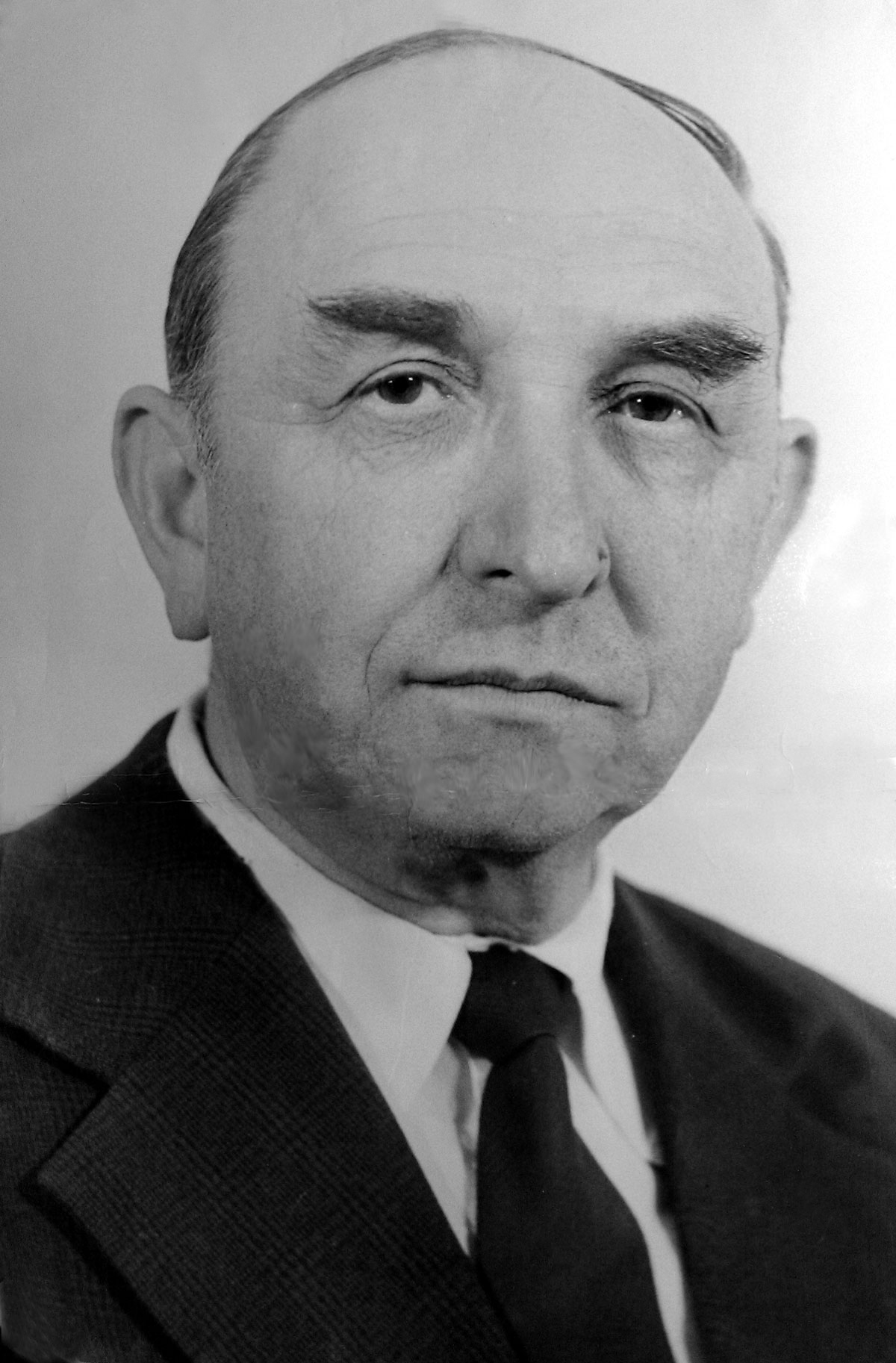
Nikolai Michailowitsch Kirsanow

Nikolai Michailowitsch Kirsanow (russisch Николай Михайлович Кирсанов; * 15. Juli 1920 in Moskau; † 11. April 1999 in Woronesch) war ein sowjetisch-russischer Brücken-Bauingenieur und Hochschullehrer.

## Leben
Nach dem Mittelschulabschluss 1938 studierte Kirsanow am Moskauer Bauingenieur-Institut (MISI). Nach Beginn des Deutsch-Sowjetischen Kriegs kam er als Freiwilliger zu den Sappeuren der Volksopoltschenije der Stadt Moskau. Als Student des Bauingenieur-Instituts wurde er dann an die Kuibyschew-Militärakademie für Pioniertruppen in Frunse geschickt, worauf er ab August 1943 als Leutnant an der Front einen Sappeur-Zug kommandierte. Im September 1943 wurde er bei Roslawl schwer verwundet.
Im Mai 1944 kehrte er ans MISI zurück und schloss im Oktober 1946 das Studium in der Fachrichtung Metallkonstruktionen ab. Es folgte die dreijährige Aspirantur am MISI bei Nikolai Streletzky. Er verteidigte 1951 seine Dissertation über Hängebrücken kleiner und mittlerer Spannweite mit Erfolg für die Promotion zum Kandidaten der technischen Wissenschaften.
Darauf wurde Kirsanow eine Arbeitsstelle im Woronescher Bauingenieur-Institut (WISI) zugewiesen. Er arbeitete als Dozent am Lehrstuhl für Metall- und Holzkonstruktionen (ab 1960 Lehrstuhl für Metallkonstruktionen), den er ab 1954 leitete. Sein Forschungsschwerpunkt war die Steifigkeit von Hängebrücken. Er verteidigte 1974 seine Doktor-Dissertation über Methoden zur Erhöhung der Steifigkeit von hängenden Verbundsystemen mit Erfolg für die Promotion zum Doktor der technischen Wissenschaften. Seine Ergebnisse wurden in die einschlägigen Lehrbücher aufgenommen. 1978 wurde er zum Professor ernannt. Viele Jahre lang war er Vorsitzender des Rats für Raumkonstruktionen der staatlichen Bau-Organisation Gosstroi der RSFSR.
Kirsanow schuf eine wissenschaftliche Grundlage für den Bau von Hängebrücken und war am Bau einer Reihe von Hängebrücken beteiligt, darunter die Hängebrücke bei Krywyj Rih mit 130 m Spannweite, eine Hängebrücke über die Petschora mit 80 m Spannweite und eine Erdgasleitungsbrücke mit 200 m Spannweite. Er beteiligte sich an der Ausarbeitung der Richtlinien für die Projektierung von Hängekonstruktionen im Auftrag der Gosstroi der UdSSR.
1992 erblindete Kirsanow nach erfolgloser Operation, sodass er seine Arbeit aufgeben musste und in Pension ging.
Seit seiner Jugend zeichnete und malte Kirsanow gern. Sein Traum war gewesen, nach der Schule am Moskauer Architektur-Institut zu studieren. Im Puschkin-Museum hatte er einen Zeichenkreis besucht.
Kirsanow war seit 1950 mit Nora Nikolajewna Andrejewskaja (1924–1987) verheiratet, mit der er drei Kinder hatte: Nadeschda, Michail (* 1955, Physiker) und Nina.

## Ehrungen
- Tapferkeitsmedaille[7]
- Medaille „Für die Verteidigung Moskaus“
- Medaille „Sieg über Deutschland“
- Orden des Vaterländischen Krieges I. Klasse